# David Askevold
David Askevold (* 30. März 1940 in Conrad, Montana; † 23. Januar 2008 in Halifax) war ein US-amerikanisch-kanadischer Konzept- und Videokünstler sowie Kunstprofessor.

## Leben und Werk
Askevold wurde 1940 in Montana geboren und studierte Anthropologie und Kunst an der dortigen Universität. Um sein Studium zu bezahlen, verkaufte er in seinem Laden Landschaftsbilder und Töpferwaren für seine Mitstudenten. In seinen Anfangsjahren war er stark beeinflusst von Kandinskis Schrift: Über das Geistige in der Kunst. Insbesondere in der Malerei. Jackson Pollock und Willem de Kooning waren seine bevorzugten Maler.
Als Max Beckmann Stipendiat für Malerei studierte 1963 an der Brooklyn Museum School of Art in New York. Bis 1966 lebte er in Brooklyn und Manhattan, wo er mehrere Jahre im Buchladen des Museum of Modern Art tätig war. In dieser Zeit lernte er die Werke von Ad Reinhardt, Donald Judd, Andy Warhol, James Rosenquist und Claes Oldenburg kennen. 1968 machte er dem Bachelor of fine Arts in den Fächern Zeichnung, Malerei und Skulptur.
Von 1972 bis 1973 besuchte er während eines Sabbatjahrs Europa, im Speziellen England, wo er mit Hilfe des niederländischen Konzeptkünstlers Jan Dibbets Kontakte zu zahlreichen Galeristen knüpfte. 1974 gab er seine Lehrtätigkeit an der NSCAD auf und wurde dann in Boutiliers Point auf Nova Scotia ansässig.
Zwischen 1976 und 1980 wurde Askevold zu Lehrtätigkeiten an verschiedenen Hochschulen berufen. Dazu gehören die University of California, Irvine, die California Institute of the Arts, das Art Center College of Design in Pasadena. 1973 hatte er eine Lehrtätigkeit am California Institute of the Arts (Cal Arts), anfangs als Vertretung für John Baldessari, dann von 1977 bis 1978 als Lehrauftrag. 1982 zog er wieder nach New York und lehrte 1985 Madison Media Institute in Minneapolis. Dort entstand in Zusammenarbeit mit Studenten sein einziges Musikvideo Makes No Sense at All & Love is All Around mit zwei Songs der Alternative/Punk-Band aus Minneapolis/Saint Paul namens Hüsker Dü.
Seit 1990 produzierte er, auch durch den Einfluss seiner neuen Partnerin Norma Ready, eine große Anzahl neuer Werke.
Sein Hauptausdrucksmittel ist in seiner frühen Werkphase das Video. Damit kombiniert er in den Ausstellungssituationen Zeichnung, Fotografie und Text zu einer Installation.

### Projects Classes
Während seiner Lehrtätigkeit an dem Nova Scotia College für Kunst und Design von 1968 bis 1974 entwickelte David Askevold die Projects Classes:
Konzeptkünstlern, die in New York ansässig waren, schickte Askevold eine Einladung, ihm schriftliche Aufträge für seine Studenten zukommen zu lassen. Dieser Einladung folgten: Lawrence Weiner, Robert Smithson, Lucy Lippard, Joseph Kosuth, Mel Bochner und Sol LeWitt.
Sol LeWitt präsentierte der Künstlerklasse eine To-do-Liste, auf der es u. a. hieß:
1. Ein Werk, welches mit der Idee des Irrtums arbeitet.
2. Ein Werk, welches mit der Idee der Unvollständigkeit arbeitet.
3. Ein Werk, welches mit der Idee der Unendlichkeit arbeitet.

### Videos (Auswahl)
- 1970: Fill
- 1972: Learning about Cars and Chocolates
- 1977: Bliss D.F.2
- 1982: Rhea
- 1986–1987: ¼ Moon
- 1993: Once Upon a Time in the East
- 1995: Don't Eat Crow

## Ausstellungen (Auswahl)

### Einzelausstellungen
- 1980: Van Abbemuseum, Eindhoven, Niederlande
- 2011: David Askevold, Camden Arts Centre, London, Vereinigtes Königreich
- 2013: David Askevold: Once Upon a Time in the East Kurator: von David Diviney Art Gallery of Nova Scotia Kanada[6]

### Gruppenausstellungen
- 1971: Projects: Pier 18 MoMA Museum of Modern Art, New York
- 1974: Project 74 Wallraf-Richartz Museum, Köln
- 1977: documenta 6, Kassel[7]
- 1979: Im Reich der Phantome Museum Abteiberg, Mönchengladbach[8]
- 1979: Narrative Art Groninger Museum, Niederlande
- 1984: Recent Canadian video art SMAK Stedelijk Museum voor Actuele Kunst, Gent, Belgien
- 1990: 1965-1975 Reconsidering the Object of Art, Kurator: Ann Goldstein Museum of Contemporary Art, Los Angeles
- 1992: David Askevold und Mike Kelley, Whitney Museum, New York